# 콰야
콰야(1991년 ~ )는 대한민국의 화가이다. 본명은 서세원이며, 활동명인 콰야는 밤을 지새운다는 뜻인 과야(過夜)와 Quiet나 Quest 등의 앞글자인 Q를 결합한 것이다. 상명대학교를 졸업하였다.

## 생애
콰야는 상명대학교 패션디지인학과를 졸업한 후 2년 동안 디자이너로 일하다가 화가로 전업하였다. 2019년 음악 그룹 잔나비의 2집 《전설》의 앨범 커버를 그렸고, 2021년 이길이구 갤러리에서 개인전을 개최하였다. 2022년에는 가수 최백호와 함께 롯데갤러리에서 전시를 개최하였다.

## 스타일
주로 오일파스텔로 작업하며, "가끔씩 생각나는 음악처럼 쉽고 편안하게, 가끔 꺼내볼 수 있는 그림"을 추구한다.